# جسر الحرية (الموصل)
جسر الحرية وهو الجسر المعروف بالجسر الثاني هو جسر فوق نهر دجلة يربط بين الساحل الأيمن والأيسر لمدينة الموصل.
بوشر في إنشائه سنة 1955م وافتتحه الملك فيصل الثاني في 28 نيسان 1958 م وسمي باسمه، ثم تم تغيير تسميته إلى جسر الحرية بعد ثورة 14 تموز 1958 م. يبلغ طوله 750 م وعرضه 9 أمتار.